# Le Rouge et le Bleu
Le Rouge et le Bleu, revue de la pensée socialiste française est un hebdomadaire français collaborationniste fondé à Paris en 1941 par le socialiste Charles Spinasse, avec l'autorisation de la censure allemande et le soutien d'Otto Abetz.
Le premier numéro paraît le 1er novembre 1941 et le dernier numéro (n° 43), le 22 août 1942. Les abonnés sont au nombre de 3 200 en 1942.  

## Orientation
Cette revue est initialement proche des thèses de Marcel Déat en faveur d'un collaborationnisme socialiste, planiste et fédéraliste européen. Mais à la suite du désaccord entre Déat et Charles Spinasse au sujet du parti unique, l'ambassade d'Allemagne en France décide d'interdire l'hebdomadaire en août 1942.
Le journal défend ponctuellement certaines réalisations du Front populaire telles que l'éducation ouvrière ou l'organisation des loisirs. L'historien Pascal Ory écrit ainsi : « Comme, par ailleurs, on chercherait vainement dans les mêmes colonnes une attaque antisémite ou antimaçonnique, comme le titulaire de politique extérieure réussit le tour de force de parler beaucoup plus des victoires japonaises ou des difficultés internes de Churchill que du front de l'Est, on peut s'étonner qu'un organe aussi peu engagé ait reçu l'autorisation de paraitre », et relève que le journal visait principalement à pousser les anciens socialistes pacifistes à la collaboration au nom de l'unification européenne.
Les autres publications collaborationnistes sont pour la plupart hostiles à cet hebdomadaire qui « n'a rien dit des mesures de protection de la race... et n'a pas davantage soufflé mot de l'étoile jaune »(L'Appel, journal proche du PPF, juin 1942). Pierre Costantini va jusqu'à demander « que Spinasse soit envoyé dans un camp de concentration, chez ses amis juifs. »

## Contributeurs au journal
Le directeur était Charles Spinasse. Parmi les contributeurs : Hubert Lagardelle, Justin Arnol, Jean Garchery, Paul Rassinier, Moisan (caricaturiste), Pierre Hamp, Georges Lefranc, René Château, Maurice Saillet, Nicole Vedrès, Anatole de Monzie, Paul Rives, Georges Albertini, Auguste Savoie, René de Marmande.